# Balaton-Radweg
Der Balaton-Radweg oder Plattensee-Radweg ist ein 204 Kilometer langer Fahrradweg rund um den Balaton (Plattensee) in Ungarn. Die ungarische Bezeichnung lautet Balatoni körút („Plattensee-Rundweg“) oder Balatoni kerékpárút („Plattensee-Fahrradweg“).

## Verlauf
Der Radweg verläuft generell in Seenähe, allerdings meist nicht unmittelbar am Ufer, weil er von diesem entweder durch Riedflächen, Felder oder durch eine Häuserzeile getrennt ist. Am Südufer des Balaton ist der Weg vollständig eben. Am Nordufer entfernt er sich stellenweise weiter vom See, besonders im Bereich der Gemeinde Szigliget, wodurch der Weg stellenweise leichte Steigungen, aber auch mehr Aussichtspunkte enthält. Die höchste Erhebung über dem See und dementsprechend die beste Aussicht hat der Weg aber an der Südostecke des Plattensees im Bereich der Gemeinde Balatonvilágos.
Der Radweg ist durchweg asphaltiert. Er ist teilweise als Radweg durch Wiesen oder neben – meist wenig befahrenen – Autostraßen gestaltet, teilweise werden Straßen durch Wohngebiete für den Radweg genutzt. Über weite Strecken verläuft der Radweg unmittelbar neben der Eisenbahnlinie.
Der Balaton-Radweg ist gut beschildert, asphaltiert, meistens flach und auch für Kinder geeignet.
Als Reisezeit für Fahrradtouren werden die Monate von April bis Juni und September bis Oktober empfohlen. Im Juli und August ist Hochsaison und es wird heiß. Den 200 km langen Rundweg um den See gibt es seit 2004 und in allen größeren Orten werden organisierte Radtouren mit Fahrrad- und Helmverleih angeboten. Da die meisten Züge Radabteile besitzen und auf den Schiffen die Mitnahme erlaubt ist, sind Tagestouren möglich.

## Beschilderung
Die Beschilderung erfolgt durch eine grüne Tafel mit der Aufschrift „Balatoni körút“. Häufig werden auch die nächsten Ortschaften und (nur auf dem Südufer) Kilometerangaben bis zu diesen genannt.

## Nordufer (von West nach Ost)

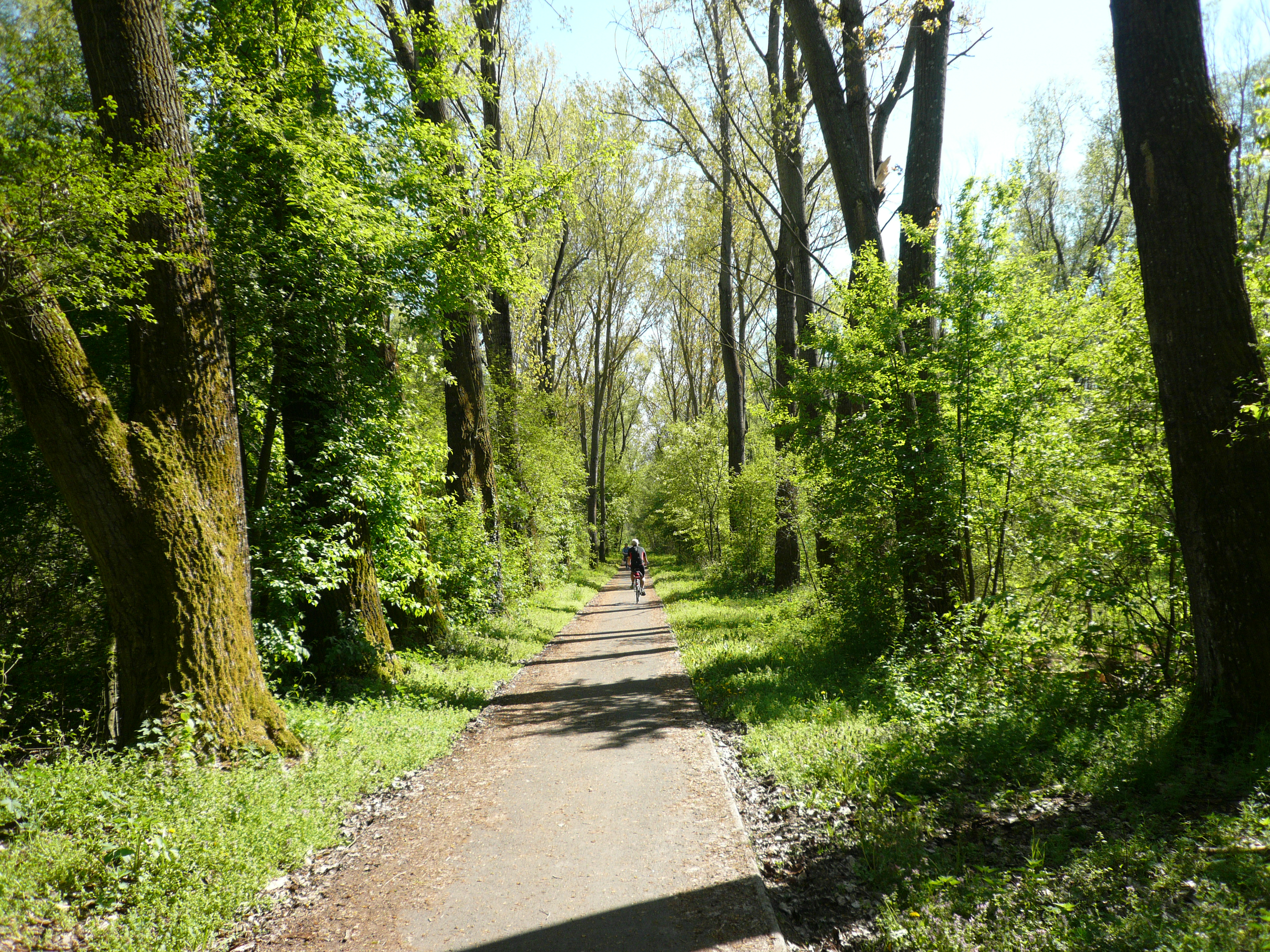
Radweg bei Keszthely
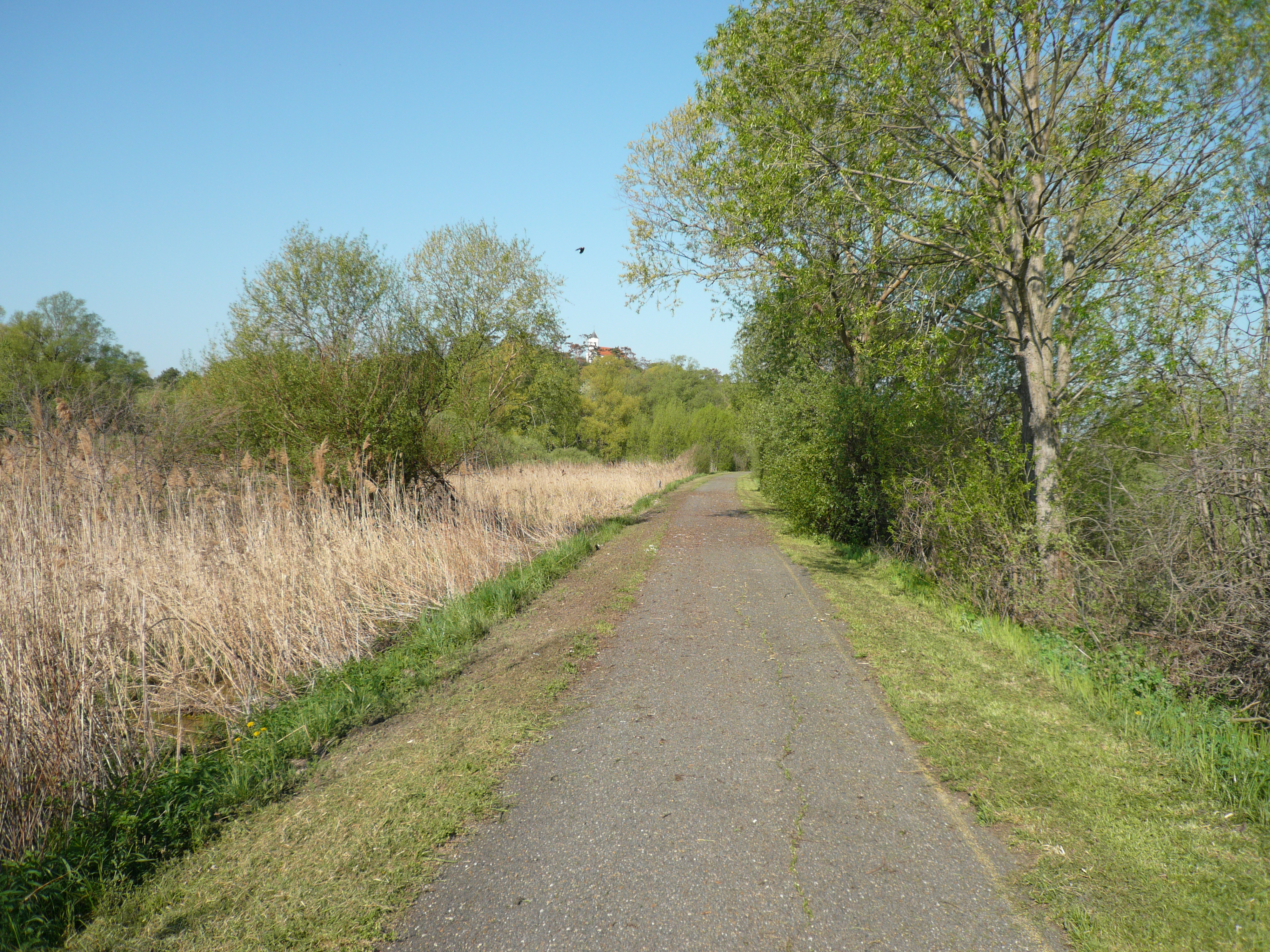
Radweg bei Gyenesdiás
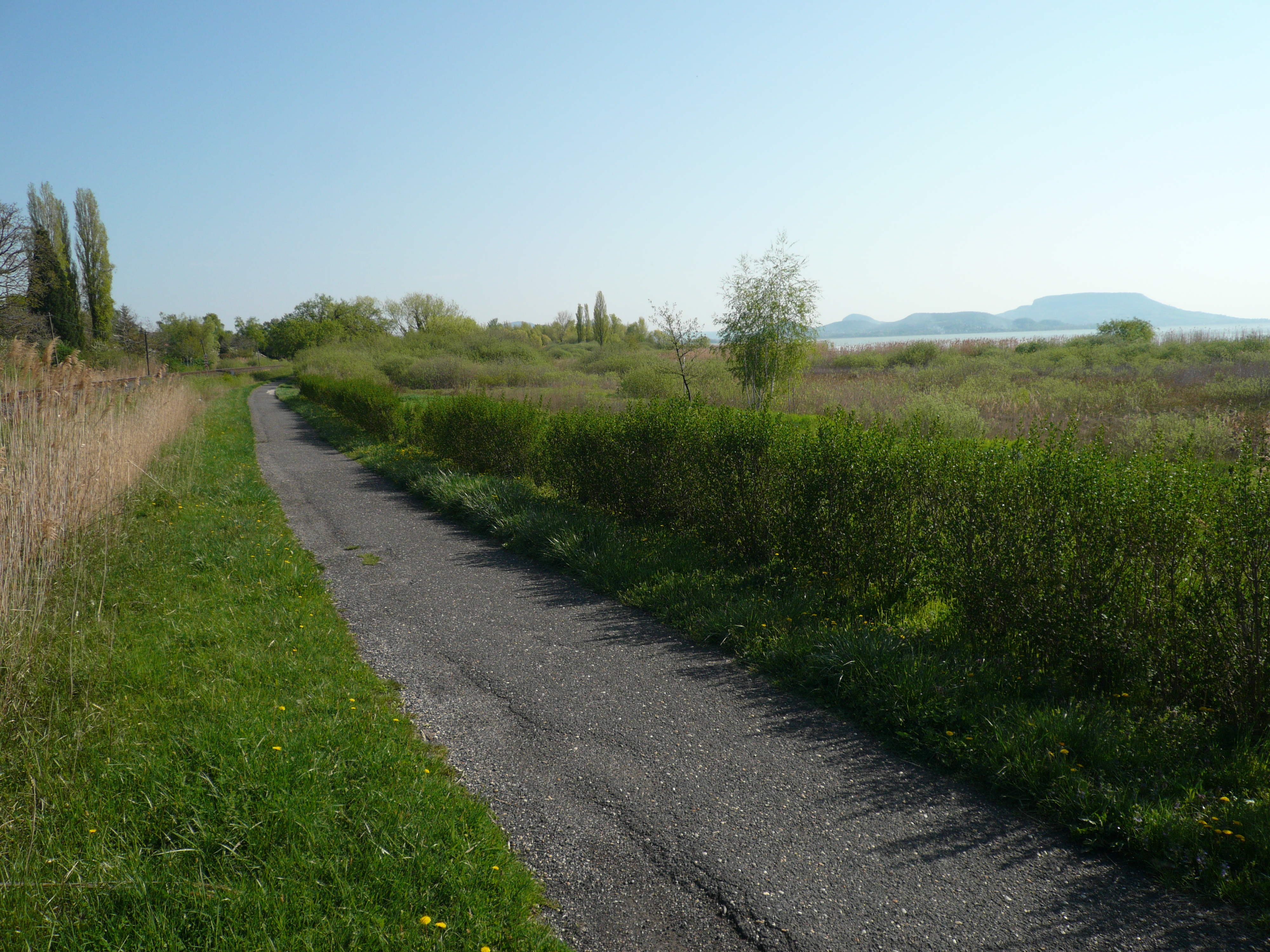
Radweg bei Balatongyörök
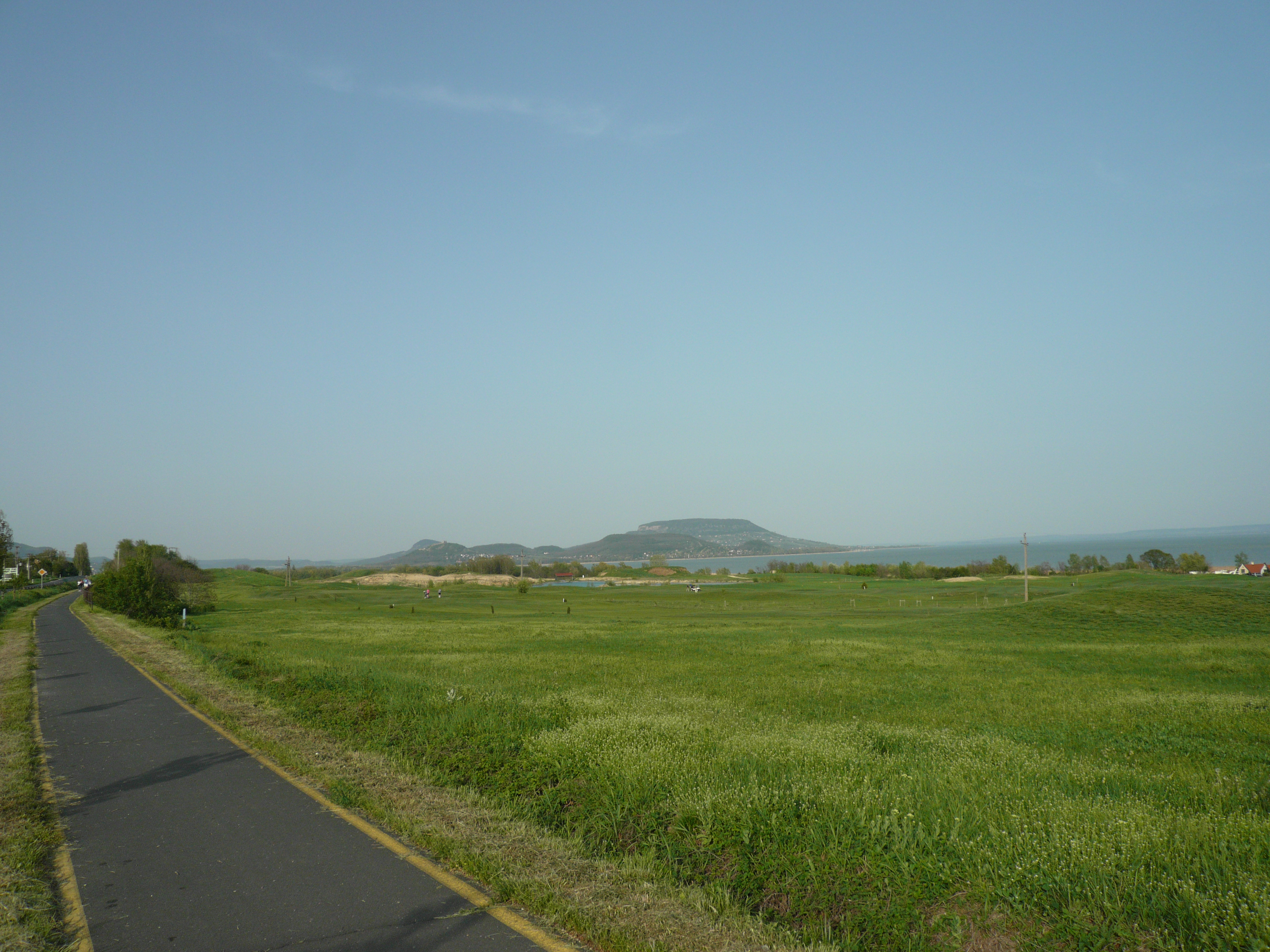
Radweg bei Balatonederics
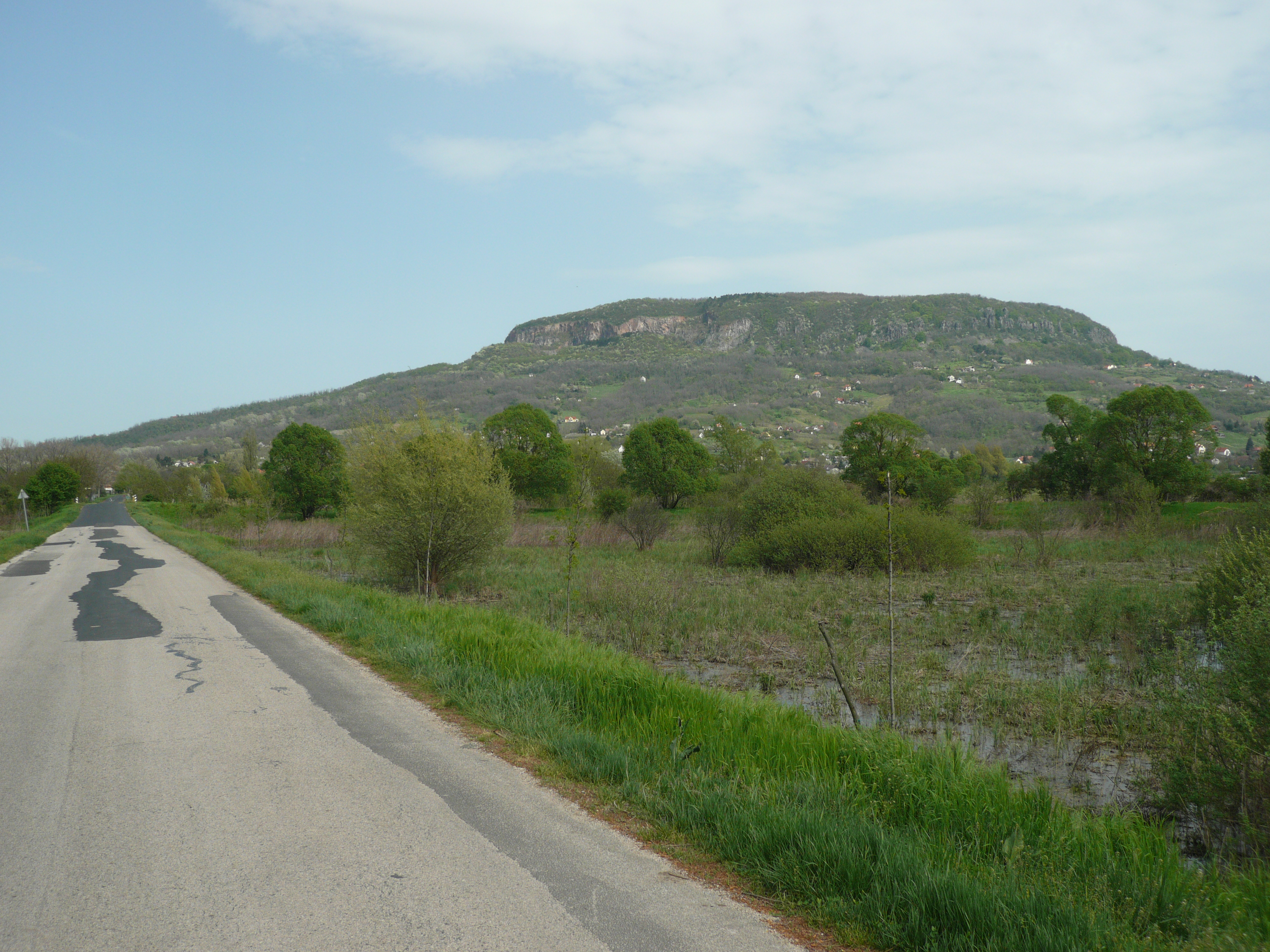
Radweg bei Badacsonytördemic
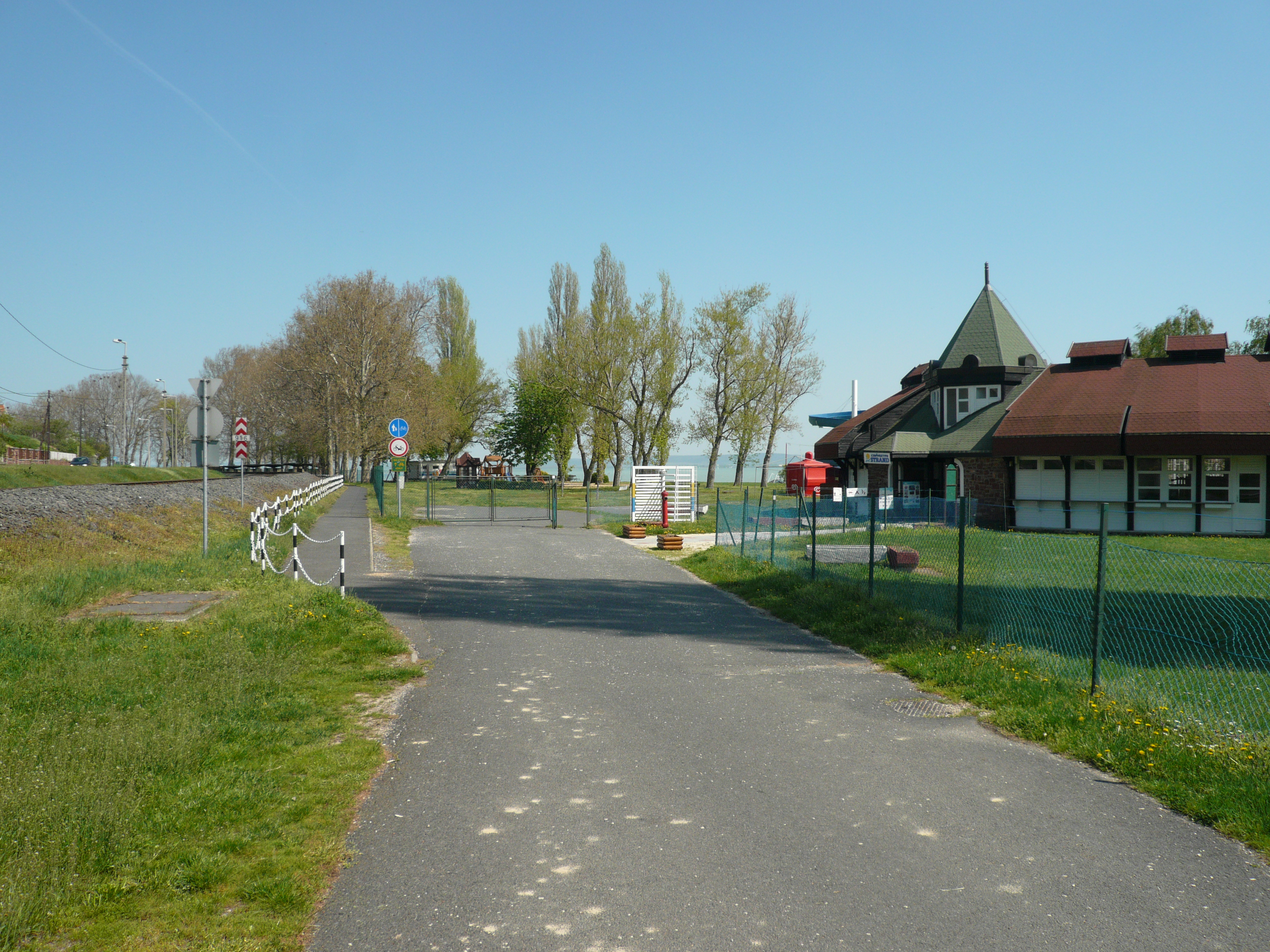
Radweg bei Révfülöp
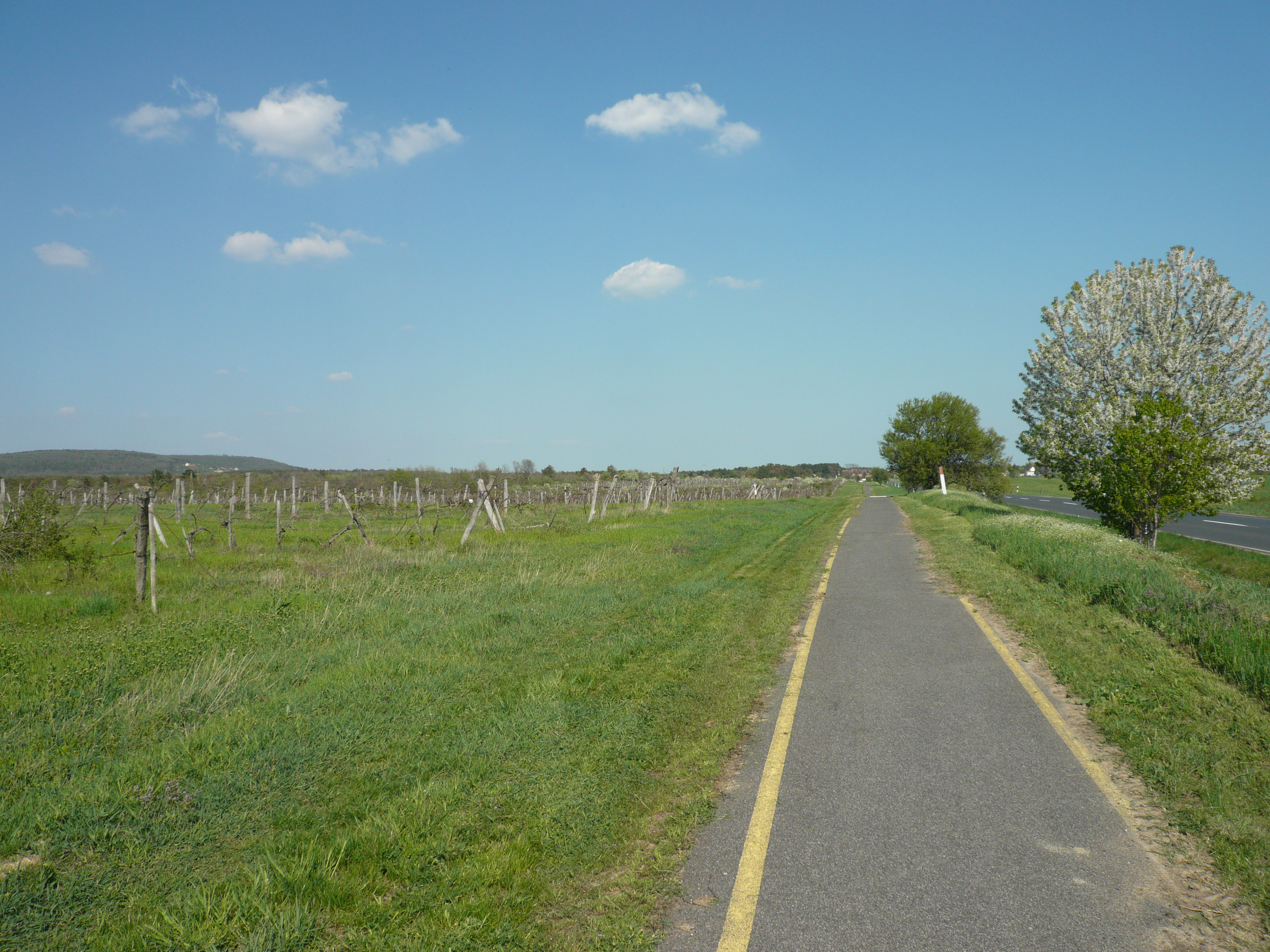
Radweg bei Balatonakali
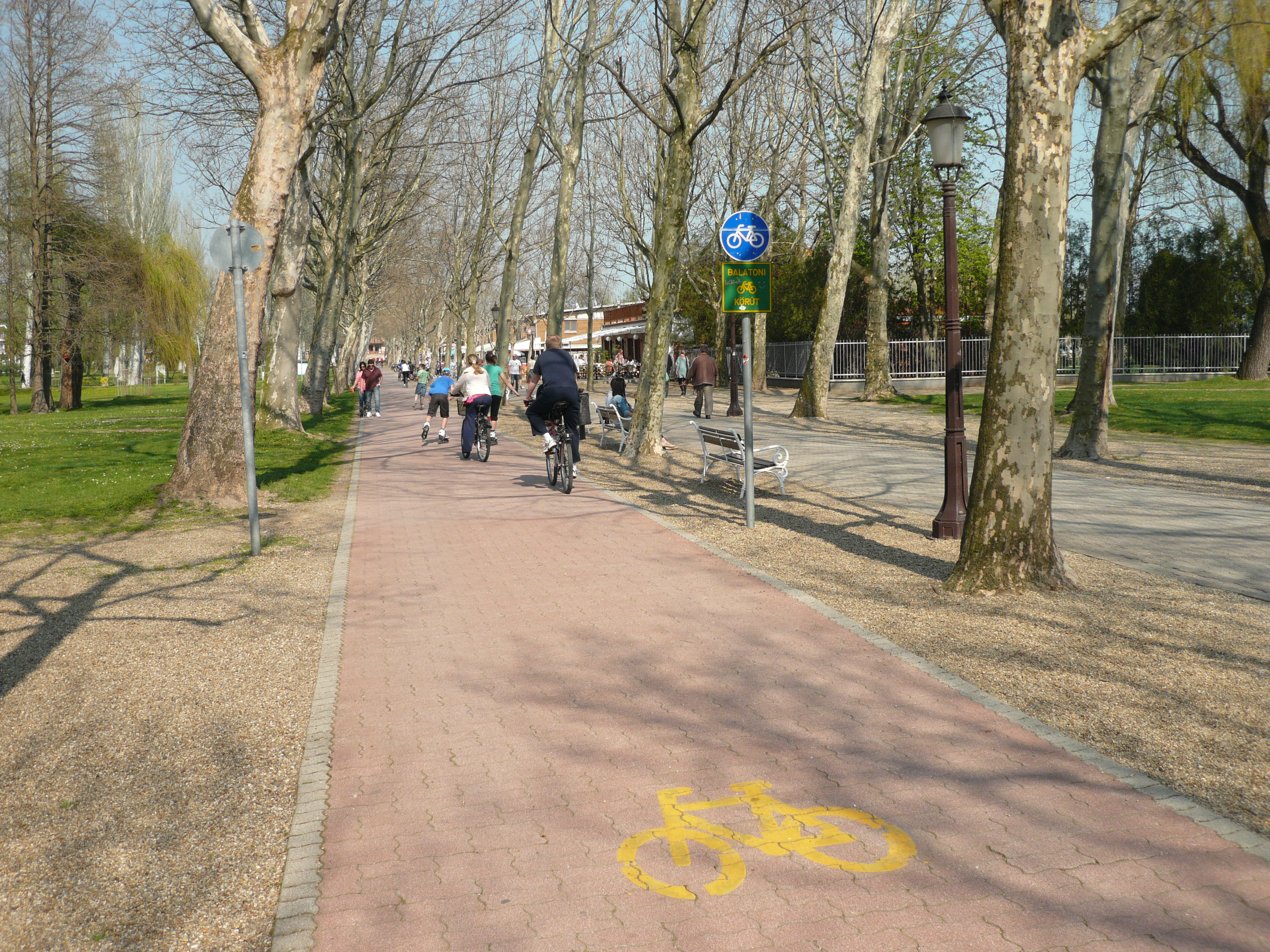
Radweg im Stadtgebiet von Balatonfüred
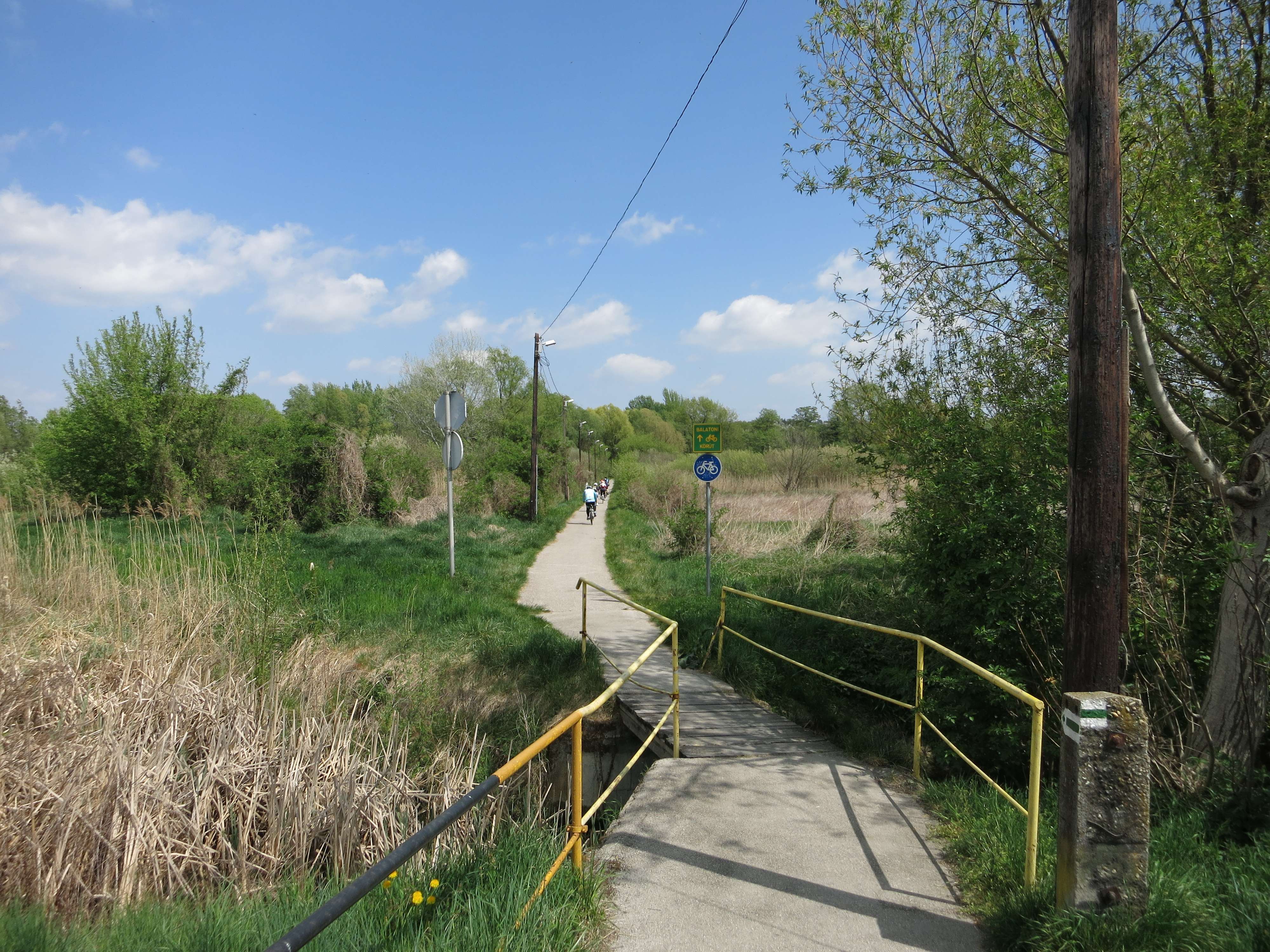
Radweg bei Balatonfűzfő

## Südufer (von Ost nach West)

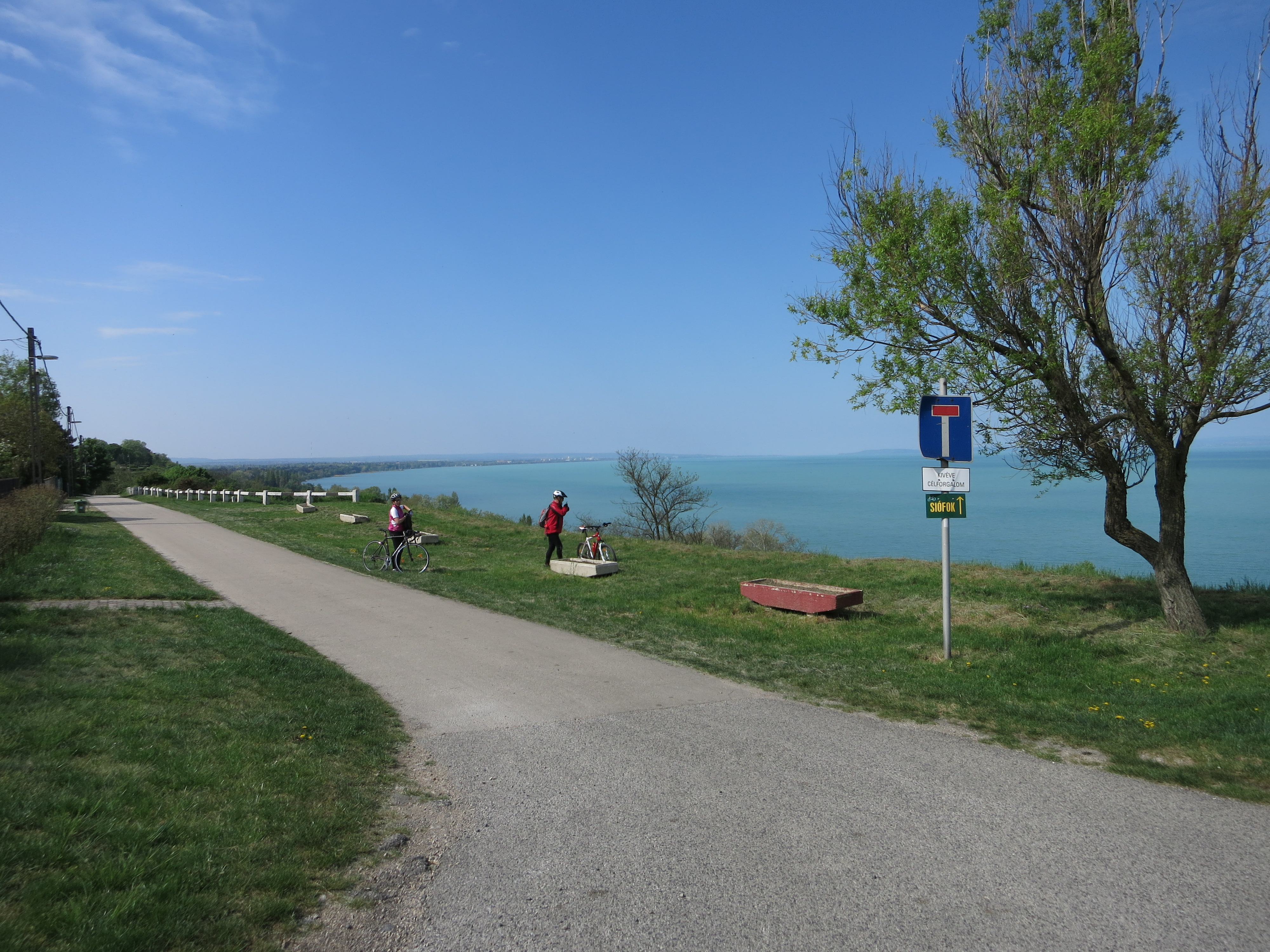
Radweg bei Balatonvilágos
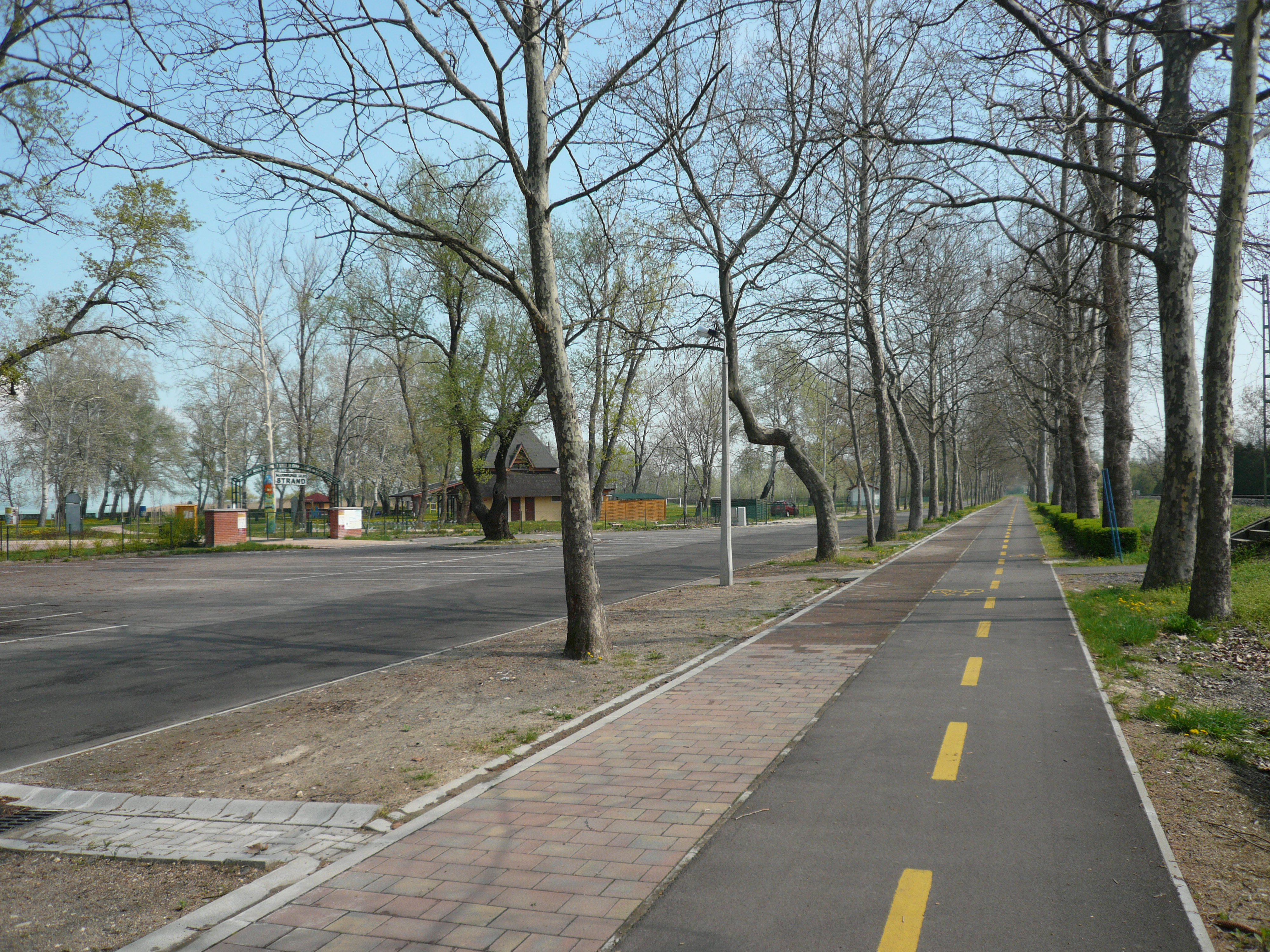
Radweg bei Balatonföldvár
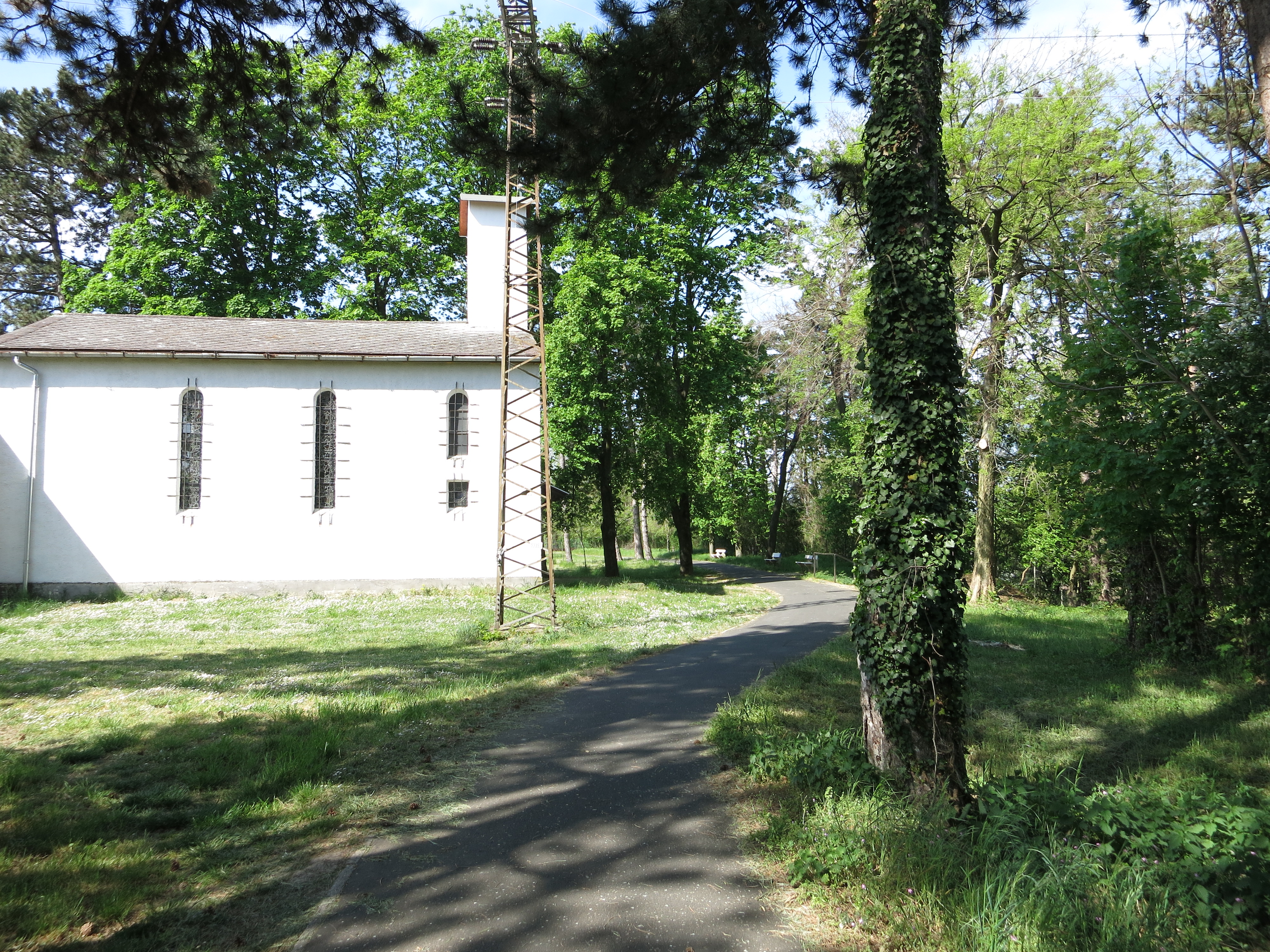
Radweg bei Balatonszemes
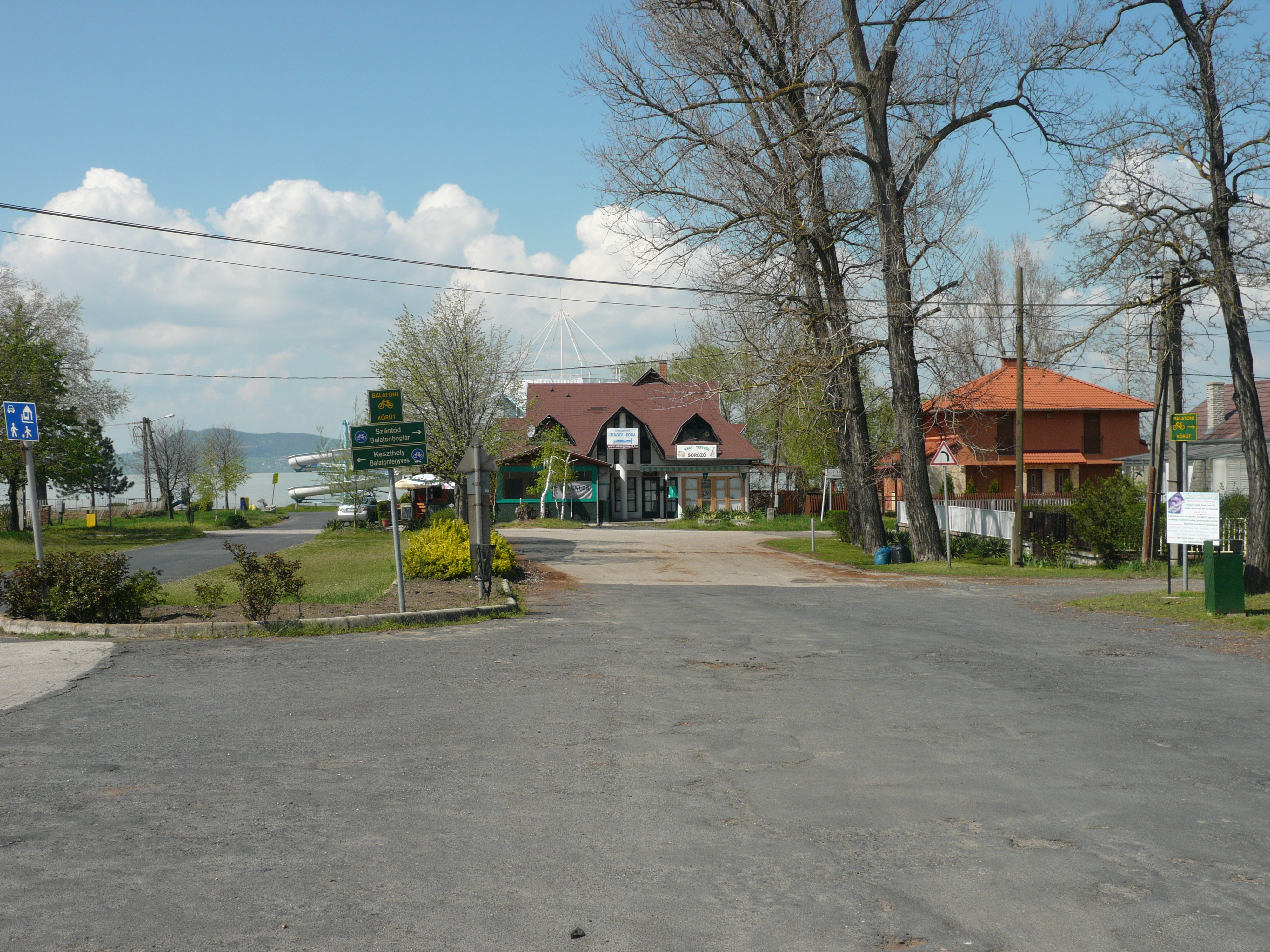
Radweg bei Fonyód
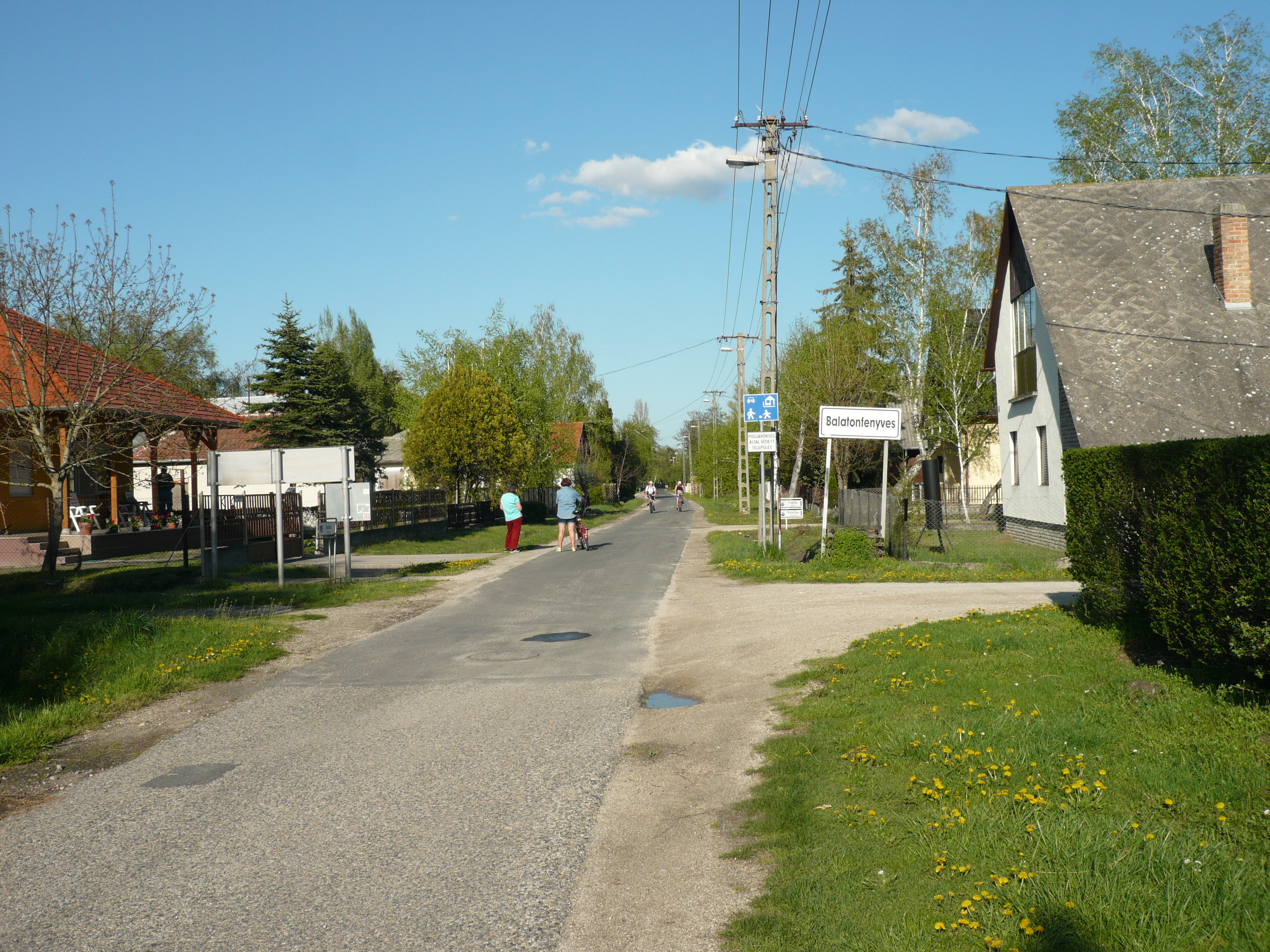
Radweg bei Balatonfenyves
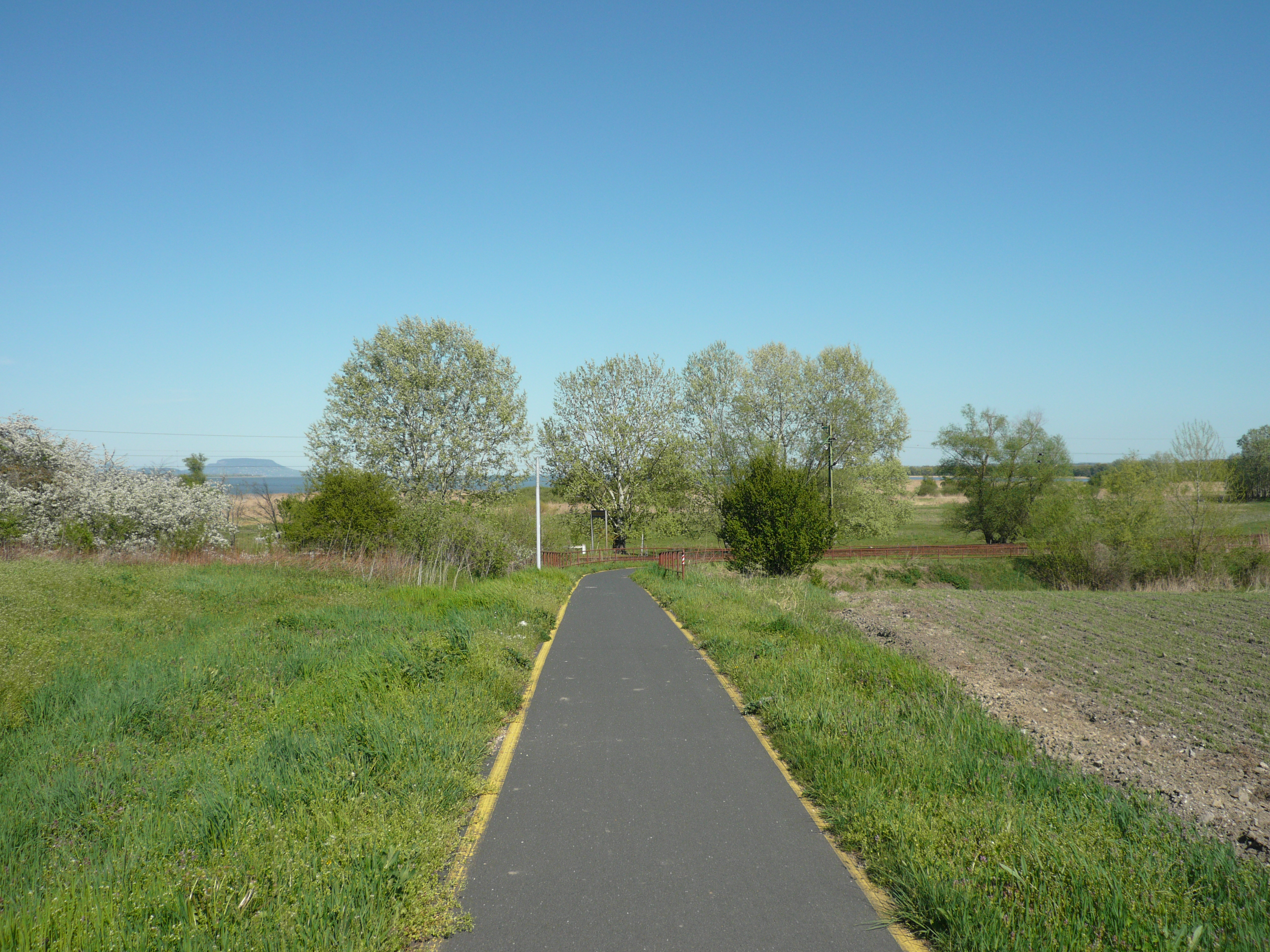
Radweg bei Fenékpuszta